# Segunda División Peruana 2015
El Campeonato Descentralizado ADFP-SD 2015, conocida como Segunda División del Perú 2015 y por razones de patrocinio como Copa Best Cable 2017, fue la edición número 63 de la Segunda División del Perú, la décima desde que se descentraliza en 2006, la décima bajo la denominación de Campeonato Descentralizado ADFP-SD y la segunda bajo el patrocinio de Best Cable.
En esta versión 2015, se sumaron Los Caimanes y San Simón, ambos descendidos del Campeonato Descentralizado 2014. Unión Fuerza Minera, como subcampeón de la Copa Perú 2014, obtuvo el derecho de ascenso, pero decidió no participar. Alfonso Ugarte y Defensor San Alejandro se retiraron del torneo para participar de la Copa Perú. Pacífico FC decidió no participar por no estar de acuerdo con la participación de equipos invitados en Segunda División.
El torneo coronó como campeón a Comerciantes Unidos, quien ascendió a la Primera División para la temporada 2016. Los equipos que descendieron a la Copa Perú para la temporada 2016 fueron Atlético Minero y San Simón.

## Sistema de competición
Modalidad
El Campeonato Descentralizado ADFP-SD 2015 se jugó en una sola Etapa que constó de dos ruedas con partidos de ida y vuelta, al término de lo cual se determinó al Club Campeón, que ascendió a la Primera División, así como al Club que descendió de Categoría.
El Campeonato se jugó en veintidós fechas, con partidos todos contra todos en dos ruedas, en el campeonato un Club tuvo derecho a jugar en condición de local una vez contra cada uno de los demás Clubes participantes.
Proclamación del Campeón
El Club que obtuvo el mayor puntaje acumulado en el Campeonato Descentralizado ADFP-SD 2015 obtuvo el título de Campeón. Si dos clubes empataran en puntos en el primer puesto al término de la segunda rueda, la Junta Directiva de la ADFP-SD programará en el término de siete días calendario como máximo, un partido definitorio en el escenario que a su criterio garantice la mejor realización del mismo. Si al término del partido se encontraran empatados, se jugará dos tiempos suplementarios de quince minutos cada uno; y de persistir el empate se lanzarán penales bajo el Sistema FIFA, hasta definir a un equipo ganador. El ganador será declarado Campeón y el perdedor ocupará el segundo lugar como Subcampeón. Los gastos y beneficios de este partido serán asumidos en partes iguales.
Definición del descenso
El club que ocupó el último lugar al finalizar el Campeonato Descentralizado ADFP-SD 2015 Descendió de Categoría, debiendo intervenir en la Etapa Departamental de la Copa Perú 2016.
En caso de producirse el retiro y/o exclusión de un equipo en el transcurso del Campeonato, por faltas de origen económico, este no fue considerado dentro del cupo del Descenso de Categoría. 
Fuente: ADFP-SD

## Ascensos y descensos
| Posición | al Descentralizado 2015 |
| -------- | ----------------------- |
| 1º       | Deportivo Municipal     |

| Posición | del Descentralizado 2014 |
| -------- | ------------------------ |
| 15º      | Los Caimanes             |
| 16º      | San Simón                |

| Posición | de la Copa Perú 2014 |
| -------- | -------------------- |

| Posición | a la Copa Perú 2015    |
| -------- | ---------------------- |
| 15°      | José Gálvez            |
| 16°      | Walter Ormeño          |
| Retirado | Alfonso Ugarte         |
| Retirado | Defensor San Alejandro |

## Equipos participantes
| Club                | Entrenador             | Ciudad      | Estadio                 | Capacidad | Marca   | Patrocinador    |
| ------------------- | ---------------------- | ----------- | ----------------------- | --------- | ------- | --------------- |
| Alianza Huánuco     | José Soto              | Huánuco     | Heraclio Tapia          | 25.000    | Loma's  | UDH             |
| Atlético Minero     | Mauro Reyes            | Matucana    | Municipal de Matucana   | 5.000     | NewLife | Vistony         |
| Atlético Torino     | Segundo Gonzales       | Talara      | Campeonísimo            | 8.000     | Real    | New Athletic    |
| Carlos A. Mannucci  | Juan Carlos Cabanillas | Trujillo    | Mansiche                | 27.000    | Convert | Tuplast         |
| Comerciantes Unidos | Carlos Cortijo         | Cutervo     | Juan Maldonado Gamarra  | 8.000     | Convert |                 |
| Deportivo Coopsol   | Roberto Arrelucea      | Chancay     | Rómulo Shaw Cisneros    | 3.000     | Walon   | Coopsol Minería |
| Los Caimanes        | Marcial Salazar        | Puerto Eten | Municipal de Chongoyape | 2.000     | Loma's  | GRZ             |
| San Simón           | José Carlos Amaral     | Moquegua    | 25 de Noviembre         | 21.000    | Convert | Sporade         |
| Sport Boys          | Rivelino Carassa       | Callao      | Miguel Grau             | 17.000    | Real    | New Athletic    |
| Sport Victoria      | Eusebio Salazar        | Ica         | José Picasso Peratta    | 10.000    | Crack   | IVC             |
| Unión Huaral        | Edwin Pérez            | Huaral      | Julio Lores Colán       | 6.000     | Real    | Best Cable      |
| Willy Serrato       | Carlos Galván          | Pacasmayo   | Municipal de Pacasmayo  | 2.000     | NewLife | UCV             |

### Equipos por departamento
| Departamento | Equipos                                        |
| ------------ | ---------------------------------------------- |
| Lima         | Atlético Minero Deportivo Coopsol Unión Huaral |
| La Libertad  | Carlos A. Mannucci Willy Serrato               |
| Cajamarca    | Comerciantes Unidos                            |
| Callao       | Sport Boys                                     |
| Huánuco      | Alianza Universidad                            |
| Ica          | Sport Victoria                                 |
| Lambayeque   | Los Caimanes                                   |
| Moquegua     | San Simón                                      |
| Piura        | Atlético Torino                                |

| Alianza Huánuco Atlético Torino Willy Serrato Carlos A. Mannucci Sport Victoria Atlético Minero Coopsol Unión Huaral Boys Comerciantes Unidos San Simón Los Caimanes |

## Tabla de posiciones
|  | Pos. | Equipos               |  | PJ | PG | PE | PP | GF | GC | Dif. | Pts. |
|  | ---- | --------------------- |  | -- | -- | -- | -- | -- | -- | ---- | ---- |
|  | 1º   | Comerciantes Unidos * |  | 22 | 14 | 3  | 5  | 46 | 33 | +13  | 43   |
|  | 2º   | Los Caimanes          |  | 22 | 12 | 5  | 5  | 33 | 26 | +12  | 41   |
|  | 3º   | Atlético Torino *     |  | 22 | 11 | 4  | 7  | 30 | 24 | +6   | 35   |
|  | 4º   | Deportivo Coopsol     |  | 22 | 10 | 4  | 8  | 34 | 28 | +6   | 34   |
|  | 5º   | Willy Serrato         |  | 22 | 9  | 7  | 6  | 30 | 27 | +3   | 34   |
|  | 6º   | Alianza Huánuco       |  | 22 | 8  | 7  | 7  | 36 | 24 | +12  | 31   |
|  | 7º   | Sport Boys **         |  | 22 | 10 | 4  | 8  | 35 | 24 | +11  | 30   |
|  | 8º   | Unión Huaral          |  | 22 | 9  | 3  | 10 | 27 | 24 | +3   | 30   |
|  | 9º   | Sport Victoria        |  | 22 | 5  | 8  | 9  | 28 | 31 | -3   | 23   |
|  | 10º  | Carlos A. Mannucci *  |  | 22 | 5  | 8  | 9  | 24 | 32 | -8   | 21   |
|  | 11º  | Atlético Minero       |  | 22 | 3  | 6  | 13 | 15 | 39 | -24  | 15   |
|  | 12º  | San Simón ***         |  | 22 | 4  | 5  | 13 | 14 | 38 | -24  | 9    |

* Le quitaron 2 puntos por deudas. 

** Le quitaron 4 puntos por deudas. 

*** Le quitaron 8 puntos por deudas.
- PJ = Partidos jugados; G = Partidos ganados; E = Partidos empatados; P = Partidos perdidos; GF = Goles a favor; GC = Goles en contra; Dif = Diferencia de goles; PTS = Puntos.

- Criterios de clasificación: 1) Puntos; 2) Diferencia de goles; 3) Goles a favor; 4) Resultado entre clubes involucrados; 5) Sorteo.

Fuente: ADFP-SD

|  | Campeón y asciende a Primera División del Perú. |
|  | Desciende a Copa Perú.                          |

### Evolución de la clasificación
| Equipo / Jornada    | 1  | 2  | 3  | 4  | 5  | 6  | 7  | 8  | 9  | 10 | 11 | 12 | 13 | 14 | 15 | 16 | 17 | 18 | 19 | 20 | 21 | 22 |
| Equipo / Jornada    |    |    |    |    |    |    |    |    |    |    |    |    |    |    |    |    |    |    |    |    |    |    |
| ------------------- | -- | -- | -- | -- | -- | -- | -- | -- | -- | -- | -- | -- | -- | -- | -- | -- | -- | -- | -- | -- | -- | -- |
| Comerciantes Unidos | 1  | 1  | 1  | 4  | 2  | 2  | 1  | 1  | 2  | 1  | 2  | 3  | 2  | 2  | 1  | 1  | 1  | 1  | 1  | 1  | 1  | 1  |
| Los Caimanes        | 11 | 4  | 10 | 8  | 10 | 9  | 9  | 8  | 6  | 7  | 8  | 6  | 7  | 7  | 8  | 8  | 6  | 4  | 2  | 2  | 2  | 2  |
| Atlético Torino     | 2  | 3  | 3  | 1  | 4  | 3  | 4  | 3  | 4  | 3  | 5  | 7  | 5  | 5  | 5  | 5  | 5  | 2  | 3  | 3  | 5  | 3  |
| Deportivo Coopsol   | 3  | 5  | 4  | 2  | 1  | 1  | 2  | 2  | 1  | 2  | 1  | 2  | 3  | 4  | 3  | 3  | 2  | 3  | 4  | 7  | 4  | 4  |
| Willy Serrato       | 7  | 10 | 8  | 9  | 8  | 10 | 11 | 10 | 10 | 10 | 9  | 9  | 8  | 8  | 7  | 7  | 8  | 7  | 7  | 4  | 3  | 5  |
| Alianza Huánuco     | 4  | 8  | 7  | 7  | 7  | 8  | 6  | 7  | 5  | 5  | 6  | 4  | 4  | 3  | 2  | 2  | 4  | 5  | 6  | 6  | 7  | 6  |
| Sport Boys          | 9  | 6  | 2  | 3  | 3  | 4  | 3  | 4  | 3  | 4  | 3  | 1  | 1  | 1  | 4  | 4  | 3  | 6  | 5  | 5  | 6  | 7  |
| Unión Huaral        | 10 | 7  | 6  | 5  | 5  | 6  | 5  | 5  | 7  | 8  | 7  | 5  | 6  | 6  | 6  | 6  | 7  | 8  | 8  | 8  | 8  | 8  |
| Sport Victoria      | 5  | 2  | 5  | 6  | 6  | 5  | 7  | 6  | 9  | 9  | 10 | 10 | 10 | 10 | 9  | 9  | 9  | 9  | 9  | 9  | 9  | 9  |
| Carlos A. Mannucci  | 8  | 11 | 11 | 11 | 11 | 11 | 10 | 11 | 11 | 11 | 11 | 11 | 11 | 11 | 11 | 11 | 10 | 10 | 10 | 10 | 10 | 10 |
| Atlético Minero     | 12 | 12 | 12 | 12 | 12 | 12 | 12 | 12 | 12 | 12 | 12 | 12 | 12 | 12 | 12 | 12 | 12 | 12 | 12 | 11 | 11 | 11 |
| San Simón           | 6  | 9  | 9  | 10 | 9  | 7  | 8  | 9  | 8  | 6  | 4  | 8  | 9  | 9  | 10 | 10 | 11 | 11 | 11 | 12 | 12 | 12 |

## Resultados

### Primera Rueda
| Alianza Huánuco     | 1 - 0 | Sport Boys         | Heraclio Tapia         | 23 de mayo | 13:30 | - |
| Deportivo Coopsol   | 2 - 1 | Carlos A. Mannucci | Rómulo Shaw Cisneros   | 23 de mayo | 15:30 | - |
| Atlético Torino     | 2 - 0 | Atlético Minero    | Campeonísimo           | 24 de mayo | 13:00 | - |
| Willy Serrato       | 0 - 0 | San Simón          | Municipal de Pacasmayo | 24 de mayo | 15:30 | - |
| Sport Victoria      | 1 - 0 | Unión Huaral       | José Picasso Peratta   | 24 de mayo | 15:30 | - |
| Comerciantes Unidos | 3 - 1 | Los Caimanes       | Juan Maldonado Gamarra | 24 de mayo | 15:45 | - |

| Sport Boys         | 1 - 0 | Deportivo Coopsol   | Miguel Grau             | 30 de mayo | 15:00 | - |
| San Simón          | 1 - 1 | Comerciantes Unidos | 25 de Noviembre         | 31 de mayo | 12:00 | - |
| Los Caimanes       | 2 - 0 | Alianza Huánuco     | Municipal de Chongoyape | 31 de mayo | 15:00 | - |
| Atlético Minero    | 1 - 1 | Willy Serrato       | Municipal de Matucana   | 31 de mayo | 15:00 | - |
| Carlos A. Mannucci | 1 - 1 | Sport Victoria      | Mansiche                | 31 de mayo | 15:30 | - |
| Unión Huaral       | 1 - 0 | Atlético Torino     | Julio Lores Colán       | 31 de mayo | 15:30 | - |

| Deportivo Coopsol   | 2 - 1 | Los Caimanes    | Rómulo Shaw Cisneros   | 6 de junio | 15:30 | - |
| Alianza Huánuco     | 0 - 0 | San Simón       | Heraclio Tapia         | 7 de junio | 13:30 | - |
| Sport Victoria      | 1 - 2 | Atlético Torino | José Picasso Peratta   | 7 de junio | 15:30 | - |
| Willy Serrato       | 2 - 2 | Unión Huaral    | Municipal de Pacasmayo | 7 de junio | 15:30 | - |
| Carlos A. Mannucci  | 0 - 5 | Sport Boys      | Mansiche               | 7 de junio | 15:30 | - |
| Comerciantes Unidos | 4 - 0 | Atlético Minero | Juan Maldonado Gamarra | 7 de junio | 15:45 | - |

| Sport Boys      | 2 - 2 | Sport Victoria      | Miguel Grau             | 13 de junio | 15:30 | - |
| Atlético Minero | 0 - 0 | Alianza Huánuco     | Municipal de Matucana   | 14 de junio | 11:30 | - |
| San Simón       | 0 - 1 | Deportivo Coopsol   | 25 de Noviembre         | 14 de junio | 12:00 | - |
| Atlético Torino | 1 - 0 | Willy Serrato       | Campeonísimo            | 14 de junio | 13:00 | - |
| Los Caimanes    | 0 - 0 | Carlos A. Mannucci  | Municipal de Chongoyape | 14 de junio | 13:00 | - |
| Unión Huaral    | 3 - 1 | Comerciantes Unidos | Julio Lores Colán       | 14 de junio | 14:30 | - |

| Alianza Huánuco     | 0 - 0 | Unión Huaral    | Heraclio Tapia         | 20 de junio | 13:30 | - |
| Deportivo Coopsol   | 1 - 0 | Atlético Minero | Rómulo Shaw Cisneros   | 20 de junio | 15:30 | - |
| Willy Serrato       | 1 - 1 | Sport Victoria  | Municipal de Pacasmayo | 20 de junio | 15:30 | - |
| Carlos A. Mannucci  | 1 - 1 | San Simón       | Mansiche               | 20 de junio | 20:00 | - |
| Sport Boys          | 2 - 1 | Los Caimanes    | Miguel Grau            | 20 de junio | 20:00 | - |
| Comerciantes Unidos | 2 - 0 | Atlético Torino | Juan Maldonado Gamarra | 21 de junio | 15:45 | - |

| Atlético Minero | 1 - 1 | Carlos A. Mannucci  | Municipal de Matucana  | 28 de junio | 13:00 | - |
| Atlético Torino | 1 - 0 | Alianza Huánuco     | Campeonísimo           | 28 de junio | 13:00 | - |
| San Simón       | 2 - 1 | Sport Boys          | 25 de Noviembre        | 28 de junio | 13:00 | - |
| Sport Victoria  | 2 - 1 | Los Caimanes        | José Picasso Peratta   | 28 de junio | 15:30 | - |
| Unión Huaral    | 1 - 2 | Deportivo Coopsol   | Julio Lores Colán      | 28 de junio | 15:30 | - |
| Willy Serrato   | 2 - 4 | Comerciantes Unidos | Municipal de Pacasmayo | 28 de junio | 15:30 | - |

| Alianza Huánuco     | 3 - 0 | Willy Serrato   | Heraclio Tapia           | 5 de julio | 15:00 | - |
| Los Caimanes        | 1 - 0 | San Simón       | Municipal de Chongoyape  | 5 de julio | 15:30 | - |
| Sport Boys          | 4 - 0 | Atlético Minero | Miguel Grau              | 5 de julio | 15:30 | - |
| Deportivo Coopsol   | 1 - 1 | Atlético Torino | Rómulo Shaw Cisneros     | 5 de julio | 15:30 | - |
| Carlos A. Mannucci  | 1 - 1 | Unión Huaral    | Municipal de Casa Grande | 5 de julio | 15:30 | - |
| Comerciantes Unidos | 4 - 2 | Sport Victoria  | Juan Maldonado Gamarra   | 5 de julio | 15:45 | - |

| Atlético Minero     | 0 - 1 | Los Caimanes       | Municipal de Matucana  | 12 de julio | 11:00 | - |
| Atlético Torino     | 4 - 3 | Carlos A. Mannucci | Campeonísimo           | 12 de julio | 13:00 | - |
| Unión Huaral        | 1 - 0 | Sport Boys         | Julio Lores Colán      | 12 de julio | 15:30 | - |
| Sport Victoria      | 0 - 0 | San Simón          | José Picasso Peratta   | 12 de julio | 15:30 | - |
| Willy Serrato       | 1 - 0 | Deportivo Coopsol  | Municipal de Pacasmayo | 12 de julio | 15:30 | - |
| Comerciantes Unidos | 2 - 2 | Alianza Huánuco    | Juan Maldonado Gamarra | 12 de julio | 15:45 | - |

| Alianza Huánuco    | 3 - 1 | Sport Victoria      | Heraclio Tapia           | 18 de julio | 13:30 | - |
| Deportivo Coopsol  | 3 - 0 | Comerciantes Unidos | Rómulo Shaw Cisneros     | 18 de julio | 15:30 | - |
| San Simón          | 1 - 0 | Atlético Minero     | 25 de Noviembre          | 19 de julio | 13:00 | - |
| Sport Boys         | 1 - 0 | Atlético Torino     | Miguel Grau              | 19 de julio | 15:00 | - |
| Los Caimanes       | 2 - 1 | Unión Huaral        | Municipal de Chongoyape  | 19 de julio | 15:30 | - |
| Carlos A. Mannucci | 0 - 0 | Willy Serrato       | Municipal de Casa Grande | 19 de julio | 15:30 | - |

| Alianza Huánuco     | 2 - 0 | Deportivo Coopsol  | Heraclio Tapia         | 1 de agosto | 13:30 | - |
| Atlético Torino     | 1 - 1 | Los Caimanes       | Campeonísimo           | 2 de agosto | 13:00 | - |
| Unión Huaral        | 0 - 1 | San Simón          | Julio Lores Colán      | 2 de agosto | 15:30 | - |
| Sport Victoria      | 1 - 1 | Atlético Minero    | José Picasso Peratta   | 2 de agosto | 15:30 | - |
| Willy Serrato       | 4 - 2 | Sport Boys         | Municipal de Pacasmayo | 2 de agosto | 15:30 | - |
| Comerciantes Unidos | 3 - 2 | Carlos A. Mannucci | Juan Maldonado Gamarra | 2 de agosto | 15:45 | - |

| Deportivo Coopsol  | 2 - 1 | Sport Victoria      | Rómulo Shaw Cisneros    | 8 de agosto | 15:30 | - |
| San Simón          | 2 - 1 | Atlético Torino     | 25 de Noviembre         | 9 de agosto | 12:00 | - |
| Atlético Minero    | 0 - 2 | Unión Huaral        | Municipal de Matucana   | 9 de agosto | 15:00 | - |
| Sport Boys         | 4 - 2 | Comerciantes Unidos | Miguel Grau             | 9 de agosto | 15:00 | - |
| Los Caimanes       | 1 - 1 | Willy Serrato       | Municipal de Chongoyape | 9 de agosto | 15:30 | - |
| Carlos A. Mannucci | 0 - 3 | Alianza Huánuco     | -                       | -           | -     | - |

### Segunda Rueda
| Los Caimanes       | 2 - 1 | Comerciantes Unidos | Municipal de Chongoyape | 14 de agosto | 13:00 | - |
| San Simón          | 2 - 3 | Willy Serrato       | 25 de Noviembre         | 16 de agosto | 13:00 | - |
| Atlético Minero    | 1 - 1 | Atlético Torino     | Municipal de Matucana   | 16 de agosto | 15:00 | - |
| Unión Huaral       | 2 - 1 | Sport Victoria      | Julio Lores Colán       | 16 de agosto | 15:30 | - |
| Carlos A. Mannucci | 3 - 2 | Deportivo Coopsol   | Mansiche                | 16 de agosto | 15:30 | - |
| Sport Boys         | 3 - 1 | Alianza Huánuco     | Miguel Grau             | 19 de agosto | 20:00 | - |

| Deportivo Coopsol   | 0 - 0 | Sport Boys         | Rómulo Shaw Cisneros   | 22 de agosto | 15:30 | - |
| Atlético Torino     | 1 - 0 | Unión Huaral       | Campeonísimo           | 23 de agosto | 13:00 | - |
| Alianza Huánuco     | 6 - 1 | Los Caimanes       | Heraclio Tapia         | 23 de agosto | 13:30 | - |
| Sport Victoria      | 2 - 0 | Carlos A. Mannucci | José Picasso Peratta   | 23 de agosto | 15:30 | - |
| Willy Serrato       | 2 - 0 | Atlético Minero    | Municipal de Pacasmayo | 23 de agosto | 15:30 | - |
| Comerciantes Unidos | 3 - 2 | San Simón          | Juan Maldonado Gamarra | 23 de agosto | 15:45 | - |

| Atlético Minero | 1 - 2 | Comerciantes Unidos | Municipal de Matucana   | 29 de agosto | 11:00 | - |
| Los Caimanes    | 3 - 3 | Deportivo Coopsol   | Municipal de Chongoyape | 29 de agosto | 13:00 | - |
| Atlético Torino | 3 - 1 | Sport Victoria      | Campeonísimo            | 30 de agosto | 12:30 |   |
| San Simón       | 2 - 3 | Alianza Huánuco     | 25 de Noviembre         | 30 de agosto | 12:30 | - |
| Sport Boys      | 1 - 0 | Carlos A. Mannucci  | Miguel Grau             | 30 de agosto | 15:30 | - |
| Unión Huaral    | 1 - 0 | Willy Serrato       | Julio Lores Colán       | 30 de agosto | 15:30 | - |

| Alianza Huánuco     | 7 - 1 | Atlético Minero | Heraclio Tapia         | 6 de septiembre | 13:30 | - |
| Willy Serrato       | 2 - 1 | Atlético Torino | Municipal de Pacasmayo | 6 de septiembre | 15:30 | - |
| Sport Victoria      | 2 - 0 | Sport Boys      | José Picasso Peratta   | 6 de septiembre | 15:30 | - |
| Carlos A. Mannucci  | 1 - 1 | Los Caimanes    | Mansiche               | 6 de septiembre | 15:30 | - |
| Comerciantes Unidos | 2 - 1 | Unión Huaral    | Juan Maldonado Gamarra | 6 de septiembre | 15:45 | - |
| Deportivo Coopsol   | 3 - 0 | San Simón       | -                      | -               | -     | - |

| Atlético Minero | 1 - 0 | Deportivo Coopsol   | Municipal de Matucana   | 11 de septiembre | 11:00 | - |
| Atlético Torino | 2 - 1 | Comerciantes Unidos | Campeonísimo            | 12 de septiembre | 12:30 | - |
| Los Caimanes    | 2 - 1 | Sport Boys          | Municipal de Chongoyape | 12 de septiembre | 13:00 | - |
| Sport Victoria  | 2 - 2 | Willy Serrato       | José Picasso Peratta    | 12 de septiembre | 15:30 | - |
| Unión Huaral    | 1 - 0 | Alianza Huánuco     | Julio Lores Colán       | 12 de septiembre | 15:30 | - |
| San Simón       | 0 - 3 | Carlos A. Mannucci  | -                       | -                | -     | - |

| Los Caimanes        | 2 - 1 | Sport Victoria  | Municipal de Chongoyape | 18 de septiembre | 13:00 | - |
| Deportivo Coopsol   | 4 - 1 | Unión Huaral    | Rómulo Shaw Cisneros    | 19 de septiembre | 15:30 | - |
| Alianza Huánuco     | 0 - 2 | Atlético Torino | Heraclio Tapia          | 20 de septiembre | 13:30 | - |
| Carlos A. Mannucci  | 2 - 1 | Atlético Minero | Mansiche                | 20 de septiembre | 15:30 | - |
| Comerciantes Unidos | 3 - 1 | Willy Serrato   | Juan Maldonado Gamarra  | 20 de septiembre | 15:45 | - |
| Sport Boys          | 3 - 0 | San Simón       | -                       | -                | -     | - |

| Atlético Minero | 1 - 1 | Sport Boys          | Municipal de Matucana  | 26 de septiembre | 11:00 | - |
| Atlético Torino | 2 - 1 | Deportivo Coopsol   | Campeonísimo           | 27 de septiembre | 12:30 | - |
| Willy Serrato   | 2 - 0 | Alianza Huánuco     | Municipal de Pacasmayo | 27 de septiembre | 15:30 | - |
| Sport Victoria  | 0 - 1 | Comerciantes Unidos | José Picasso Peratta   | 27 de septiembre | 15:30 | - |
| Unión Huaral    | 1 - 2 | Carlos A. Mannucci  | Julio Lores Colán      | 27 de septiembre | 15:30 | - |
| San Simón       | 0 - 3 | Los Caimanes        | -                      | -                | -     | - |

| Los Caimanes       | 3 - 0 | Atlético Minero     | Municipal de Chongoyape | 2 de octubre | 13:00 | - |
| Sport Boys         | 3 - 1 | Unión Huaral        | Miguel Grau             | 3 de octubre | 15:00 | - |
| Deportivo Coopsol  | 1 - 3 | Willy Serrato       | Rómulo Shaw Cisneros    | 3 de octubre | 15:30 | - |
| Alianza Huánuco    | 2 - 2 | Comerciantes Unidos | Heraclio Tapia          | 4 de octubre | 15:30 | - |
| Carlos A. Mannucci | 2 - 0 | Atlético Torino     | Mansiche                | 4 de octubre | 15:30 | - |
| San Simón          | 0 - 3 | Sport Victoria      | -                       | -            | -     | - |

| Atlético Torino     | 2 - 2 | Sport Boys         | Campeonísimo           | 11 de octubre | 12:30 | - |
| Willy Serrato       | 1 - 0 | Carlos A. Mannucci | Municipal de Pacasmayo | 11 de octubre | 15:30 | - |
| Unión Huaral        | 0 - 1 | Los Caimanes       | Julio Lores Colán      | 11 de octubre | 15:30 | - |
| Sport Victoria      | 1 - 1 | Alianza Huánuco    | José Picasso Peratta   | 11 de octubre | 15:30 | - |
| Comerciantes Unidos | 3 - 2 | Deportivo Coopsol  | Juan Maldonado Gamarra | 11 de octubre | 15:45 | - |
| Atlético Minero     | 3 - 0 | San Simón          | -                      | -             | -     | - |

| Atlético Minero    | 1 - 0 | Sport Victoria      | Municipal de Matucana   | 17 de octubre | 12:00 | - |
| Deportivo Coopsol  | 2 - 1 | Alianza Huánuco     | Rómulo Shaw Cisneros    | 17 de octubre | 15:30 | - |
| Los Caimanes       | 2 - 0 | Atlético Torino     | Municipal de Chongoyape | 18 de octubre | 15:00 | - |
| Carlos A. Mannucci | 0 - 1 | Comerciantes Unidos | Mansiche                | 18 de octubre | 15:00 | - |
| Sport Boys         | 0 - 1 | Willy Serrato       | Miguel Grau             | 18 de octubre | 15:00 | - |
| San Simón          | 0 - 3 | Unión Huaral        | -                       | -             | -     | - |

| Alianza Huánuco         | 1 - 1 | Carlos A. Mannucci | Heraclio Tapia         | 24 de octubre | 13:00 | - |
| Comerciantes Unidos (C) | 1 - 0 | Sport Boys         | Juan Maldonado Gamarra | 25 de octubre | 15:30 | - |
| Unión Huaral            | 3 - 2 | Atlético Minero    | Julio Lores Colán      | 25 de octubre | 15:30 | - |
| Sport Victoria          | 2 - 2 | Deportivo Coopsol  | José Picasso Peratta   | 25 de octubre | 15:30 | - |
| Willy Serrato           | 1 - 2 | Los Caimanes       | Municipal de Pacasmayo | 25 de octubre | 15:30 | - |
| Atlético Torino         | 3 - 0 | San Simón          | -                      | -             | -     | - |

|                             |
| Campeón Comerciantes Unidos |
| 1.º título                  |

## Goleadores
Simbología:

: Goles anotados.

| Jugador                | Equipo              |    |
| ---------------------- | ------------------- | -- |
| Carlos Pérez           | Deportivo Coopsol   | 14 |
| Enzo Borges            | Comerciantes Unidos | 12 |
| Jorge Alejandro Molina | Comerciantes Unidos | 12 |
| Renzo Benavides        | Deportivo Coopsol   | 10 |
| Kevin Carazas          | Alianza Huánuco     | 9  |
| Maximiliano Antonelli  | Los Caimanes        | 8  |
| Yordy Reyes            | Atlético Torino     | 8  |
| Matías Sen             | San Simón           | 7  |
| Elián Abdala           | Sport Victoria      | 7  |

## Asistencia

### Partidos con mayor asistencia
| Fecha | Estadio         | Ciudad   | Local               | Visita              | Público |
| ----- | --------------- | -------- | ------------------- | ------------------- | ------- |
| 12°   | Miguel Grau     | Callao   | Sport Boys          | Alianza Huánuco     | 5.743   |
| 14°   | Miguel Grau     | Callao   | Sport Boys          | Carlos A. Mannucci  | 5.431   |
| 3°    | Picasso Peratta | Ica      | Sport Victoria      | Atlético Torino     | 3.872   |
| 11°   | Miguel Grau     | Callao   | Sport Boys          | Comerciantes Unidos | 3.530   |
| 18°   | Campeonísimo    | Talara   | Atlético Torino     | Deportivo Coopsol   | 3.484   |
| 20°   | Campeonísimo    | Talara   | Atlético Torino     | Sport Boys          | 3.302   |
| 22°   | Juan Maldonado  | Cutervo  | Comerciantes Unidos | Sport Boys          | 3.220   |
| 3°    | Mansiche        | Trujillo | Carlos A. Mannucci  | Sport Boys          | 3.023   |
| 16°   | Campeonísimo    | Talara   | Atlético Torino     | Comerciantes Unidos | 2.568   |
| 9°    | Miguel Grau     | Callao   | Sport Boys          | Atlético Torino     | 2.554   |

### Espectadores de los clubes
| N.º | Equipo              | PJ de local | Asistencia | Promedio | Recaudación |
| --- | ------------------- | ----------- | ---------- | -------- | ----------- |
| 1º  | Sport Boys          | 8           | 25.478     | 3.185    | 439,140.00  |
| 2º  | Atlético Torino     | 8           | 14.993     | 1.874    | 244,341.00  |
| 3º  | Sport Victoria      | 8           | 14.720     | 1.840    | 164,462.00  |
| 4º  | Unión Huaral        | 8           | 12.490     | 1.561    | 197,224.00  |
| 5º  | Carlos A. Mannucci  | 7           | 11.639     | 1.662    | 125,530.00  |
| 6º  | Willy Serrato       | 8           | 8.866      | 1.108    | 107,160.00  |
| 7º  | Alianza Huánuco     | 8           | 8.578      | 1.072    | 62,077.00   |
| 8º  | San Simón           | 7           | 8.221      | 1.027    | 85.512.00   |
| 9º  | Comerciantes Unidos | 8           | 8.044      | 1.005    | 156,110.00  |
| 10º | Deportivo Coopsol   | 7           | 6.168      | 875      | 49,504.00   |
| 11º | Los Caimanes        | 8           | 6.400      | 800      | 27,520.00   |
| 11º | Atlético Minero     | 8           | 6.400      | 800      | 11,530.00   |

## Premiación
| Jugador              | Equipo              | Categoría                    |
| -------------------- | ------------------- | ---------------------------- |
| Leonardo Rodríguez   | Sport Boys          | Mejor Arquero                |
| Israel Chávez        | Comerciantes Unidos | Jugador Nacional Destacado   |
| Mauricio Mafla       | Deportivo Coopsol   | Jugador Extranjero Destacado |
| Carlos Pérez         | Deportivo Coopsol   | Goleador del Torneo          |
| Carlos Cortijo       | Comerciantes Unidos | Entrenador Destacado         |
| Jhon Barrueta        | Alianza Huánuco     | Jugador Revelación           |
| Maximiliano Lombardi | Los Caimanes        | Mejor Gol (Fecha 16)         |